# Tapeinidium gracile
Tapeinidium gracile là một loài thực vật có mạch trong họ Dennstaedtiaceae. Loài này được (Blume) v.A.v.R. miêu tả khoa học đầu tiên năm 1909.